# Zlín-Podvesná (železniční zastávka)
Zlín-Podvesná je železniční zastávka, která leží na jednokolejné neelektrizované železniční trati Otrokovice–Vizovice, v okrese Zlín v městě Zlín při ulici Hornomlýnská. Ve městě se nachází dalších 9 železničních zastávek, které tvoří dopravní osu celého sídla. Zastávka leží v nadmořské výšce 235 m n. m. Je zařazená do integrovaného dopravního systému IDZK. V blízkosti zastávky se nachází vozovna trolejbusů Podvesná.

## Popis
Nachází se zde jedna kolej s jedním nekrytým hranovým nástupištěm a přístřeškem pro cestující.

## Provoz osobní dopravy
Zastávku obsluhují osobní vlaky dopravce České dráhy vedené soupravami Regionova (na trase Otrokovice - Vizovice, vybrané spoje do Přerova, Kroměříže přes Hulín). Všechny osobní vlaky jsou zařazené do integrovaného dopravního systému IDZK.

## Cestující

### Odbavení cestujících
Zastávka nezajišťuje odbavení cestujících, jízdenka se zakupuje ve vlaku u průvodčího bez přirážky.

### Přístup
Přístup na železniční zastávku je bezbarierový z ulice Podvesná XVII. V bezprostřední blízkosti zastávky se nachází zastávka zlínských trolejbusů s názvem Podvesná XVI

### Služby ve stanici
Ve stanici nejsou provozovány žádné služby.